# Bartosz Ciechociński
Bartosz Ciechociński (ur. 19 września 1991) – polski koszykarz grający na pozycji niskiego lub silnego skrzydłowego, obecnie zawodnik Polskiego Cukru Pszczółki Startu Lublin.

## Życiorys
Ciechociński jest wychowankiem klubu Novum Lublin. W jego barwach w sezonie 2010/2011 zadebiutował na centralnym szczeblu rozgrywek ligowych, biorąc udział w rozgrywkach II ligi. W 28 spotkaniach ligowych zdobywał przeciętnie po 7,6 punktu i 3 zbiórek. W II lidze jako zawodnik Novum rozegrał także kolejny (2011/2012) sezon, w których wystąpił w 23 meczach, zdobywając średnio po 8 punktów i 4,1 zbiórki.
Przed sezonem 2012/2013 został graczem Startu Lublin, występującego wówczas w I lidze. W drużynie tej rozegrał 31 spotkań ligowych, w których zdobywał średnio po 2,7 punktu i 1,3 zbiórki.
We wrześniu 2013, po przejściu testów, podpisał roczną umowę z Kotwicą Kołobrzeg. W drużynie tej zadebiutował w najwyższej klasie rozgrywkowej, występując w sezonie 2013/2014 w 29 meczach ligowych. Zdobywał w nich przeciętnie po 3,2 punktu i 2,2 zbiórki.
W czerwcu 2014 podpisał ponownie kontrakt ze Startem Lublin. W okresie przygotowawczym doznał jednak kontuzji i za porozumieniem stron rozwiązał umowę z zespołem z Lublina, który w jego miejsce zatrudnił Jarosława Trojana. W listopadzie 2014 roku Ciechociński podpisał umowę z Legią Warszawa. Wkrótce później jednak ponownie odniósł kontuzję i odszedł z Legii. Ostatecznie w styczniu 2015 roku ponownie został graczem Startu, z którym związał się umową do końca sezonu 2015/2016. W sezonie 2014/2015 nie wystąpił w żadnym spotkaniu ligowym, a treningi wznowił w kwietniu 2015.